# Яйцерезка

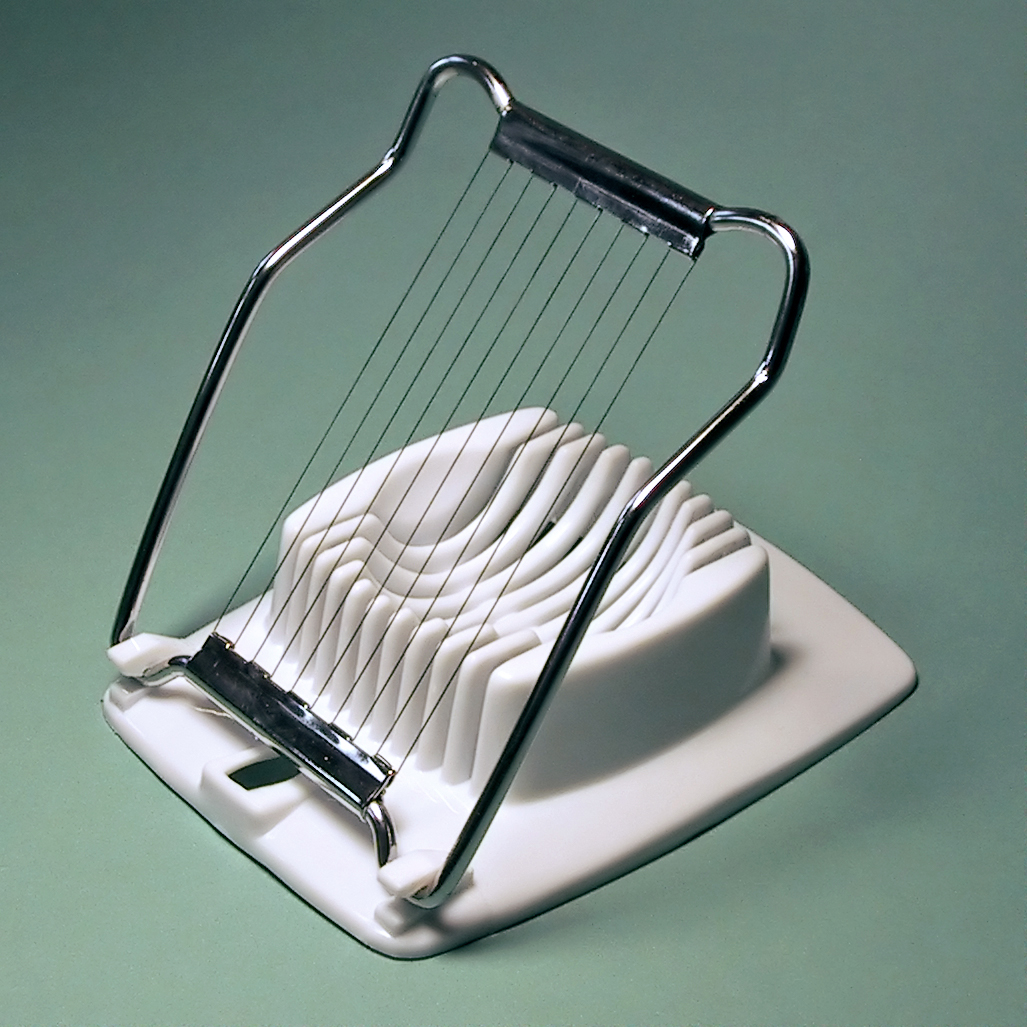
Простая яйцерезека из пластика

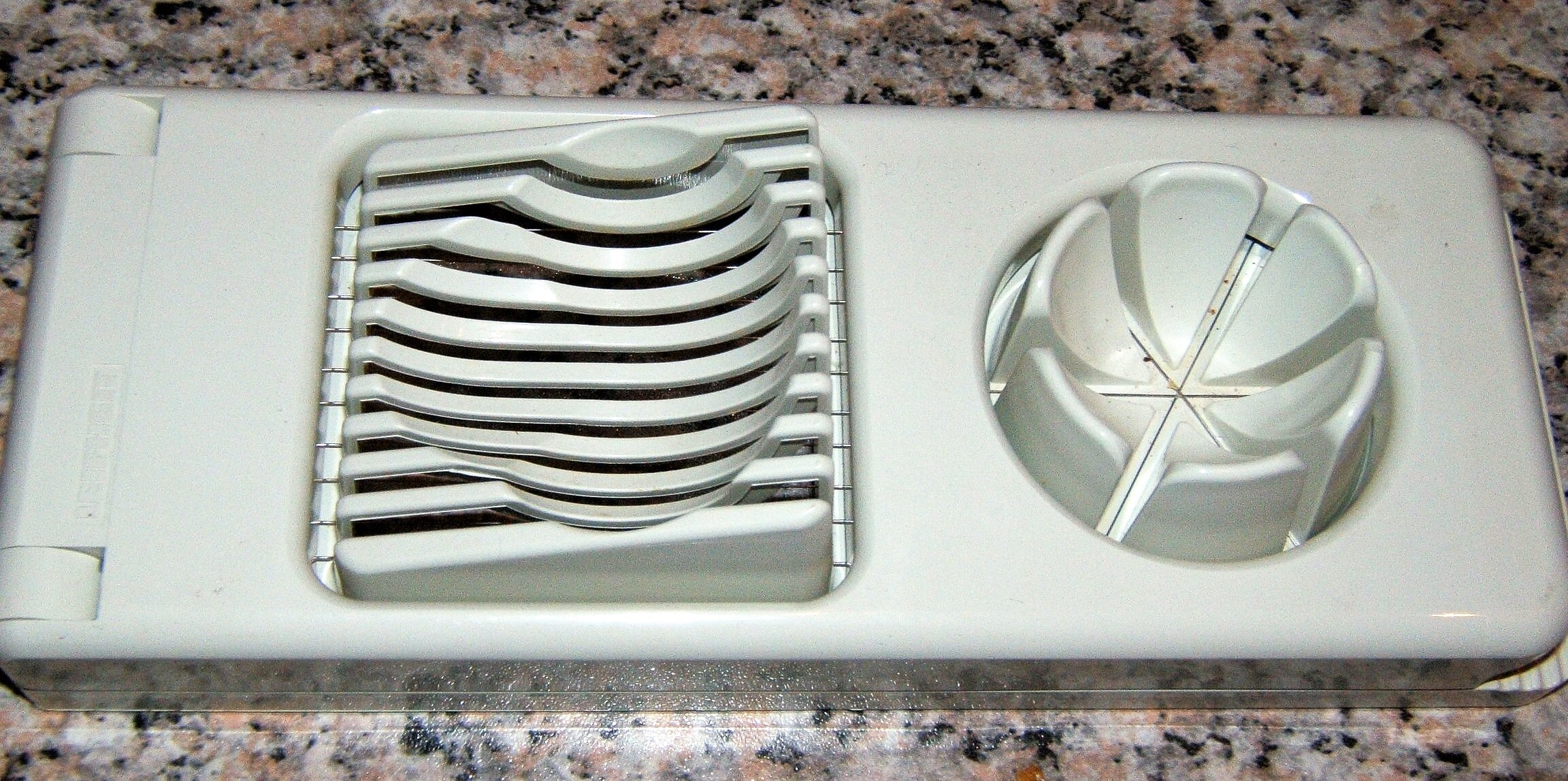
Яйцерезка для нарезки яйца на ломтики или на 6 частей

Яйцерезка — кухонная утварь для нарезки яиц вкрутую на ломтики для сэндвичей, салатов, холодных блюд.
Яйцерезка состоит из двух частей. Нижняя часть из пластика, алюминия или нержавеющей стали с углублением, на которое кладётся сваренное вкрутую очищенное яйцо. Верхняя часть имеет ряд из натянутых параллельно тонких проволок, которые режут яйцо. После нажатия на верхнюю часть яйцо будет разрезано на ломтики. Если яйцо затем повернуть один или два раза на 90° и снова разрезать, получатся полоски или кубики.
Существуют аналогичные, но больше размером, устройства для резки моцареллы.
Яйцерезку изобрел в 1909 году Вилли Абель, также известный как изобретатель хлеборезки. В 1911 году он получил патент на яйцерезку. В 1907 году Абель основал компанию Harras-Werke в берлинском районе Лихтенберг, на которой были изготовлены первые яйцерезки.